# Linha isotrópica
Uma linha isotrópica também é chamada de linha mínima, pois seu elemento de comprimento é zero, ou linha nula é uma linha para a qual a forma quadrática aplicada ao vetor de deslocamento entre qualquer par de seus pontos é zero. Uma linha isotrópica ocorre apenas com uma forma quadrática isotrópica, e nunca com uma forma quadrática definida.

## Abordagem de Laguerre
Usando geometria complexa, Edmond Laguerre sugeriu pela primeira vez a existência de duas linhas isotrópicas através do ponto (α, β) que dependem da unidade imaginária i:
Primeiro sistema: {\displaystyle (y-\beta )=(x-\alpha )i,}
Segundo sistema: {\displaystyle (y-\beta )=-i(x-\alpha ).}
Laguerre então interpretou essas linhas como geodésicas:
Uma propriedade essencial das linhas isotrópicas, e que pode ser usada para defini-las, é a seguinte: a distância entre quaisquer dois pontos de uma linha isotrópica situada a uma distância finita no plano é zero. Em outros termos, essas linhas satisfazem a equação diferencial ds2 = 0. Em uma superfície arbitrária, pode-se estudar curvas que satisfaçam esta equação diferencial; essas curvas são as linhas geodésicas da superfície, e também as chamamos de linhas isotrópicas.:90
No plano projetivo complexo, os pontos são representados por coordenadas homogêneas {\displaystyle (x_{1},x_{2},x_{3})} e linhas por coordenadas homogêneas {\displaystyle (a_{1},a_{2},a_{3})}. Uma linha isotrópica no plano projetivo complexo satisfaz a equação:
{\displaystyle a_{3}(x_{2}\pm ix_{1})=(a_{2}\pm ia_{1})x_{2}.}
Em termos de subespaço afim x3 = 1, uma linha isotrópica através da origem é
{\displaystyle x_{2}=\pm ix_{1}.}
Na geometria projetiva, as linhas isotrópicas são aquelas que passam pelos pontos circulares no infinito.
Na geometria ortogonal real de Emil Artin, as linhas isotrópicas ocorrem em pares:
Um plano não singular que contém um vetor isotrópico deve ser chamado de plano hiperbólico. Ele sempre pode ser abrangido por um par N, M de vetores que satisfazem {\displaystyle N^{2}\ =\ M^{2}\ =\ 0,\quad NM\ =\ 1\ .}
Chamaremos qualquer par ordenado N, M de par hiperbólico. Se V for um plano não singular com geometria ortogonal e N ≠ 0 é um vetor isotrópico de V, então existe precisamente um M em V tal que N, M é um par hiperbólico. Os vetores x N and y M são então os únicos vetores isotrópicos de V.

## Relatividade
Linhas isotrópicas têm sido usadas na escrita cosmológica para transportar luz. Por exemplo, em uma enciclopédia matemática, a luz consiste em fótons: "A linha de mundo de uma massa de repouso zero (como um modelo não quântico de um fóton e outras partículas elementares de massa zero) é uma linha isotrópica." Para linhas isotrópicas através da origem, um ponto particular é um vetor nulo , e a coleção de todas essas linhas isotrópicas forma o cone de luz na origem. Élie Cartan expandiu o conceito de linhas isotrópicas para multivetores em seu livro sobre espinores em três dimensões.